# Тумтум (иудаизм)

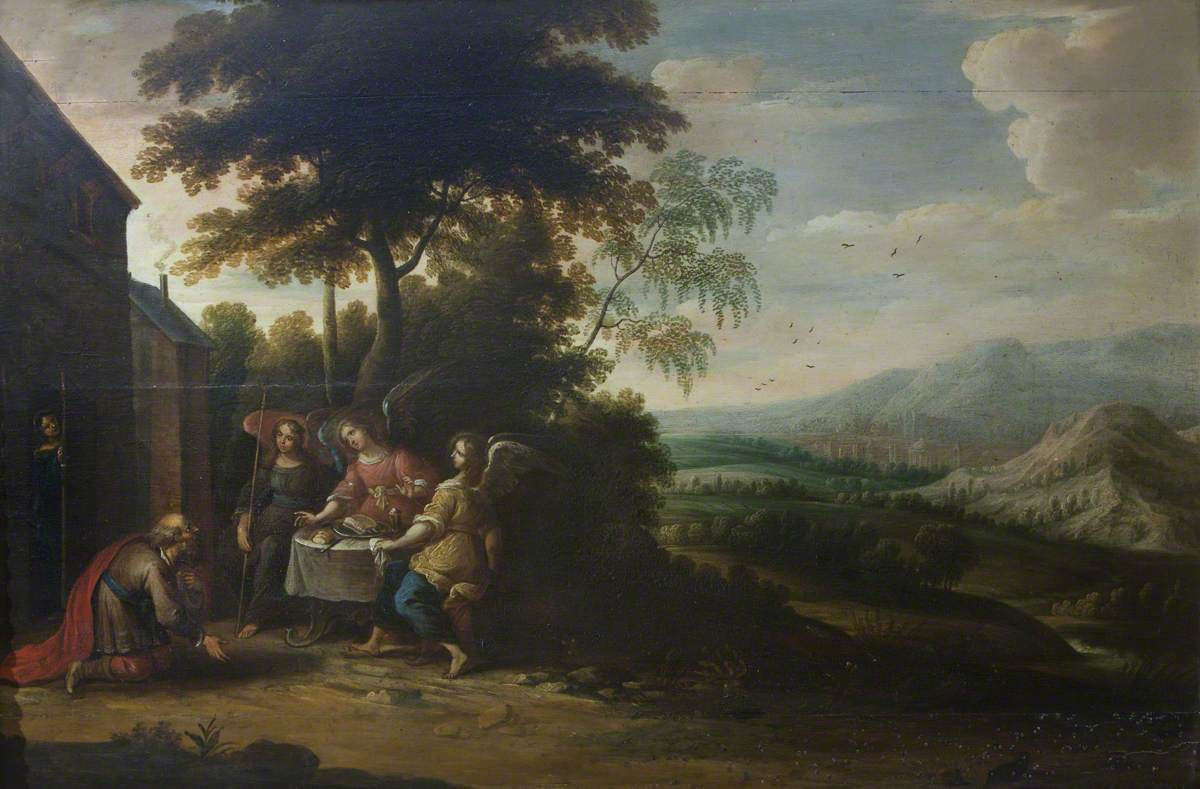
Картина «Авраама и Сарру посещают три ангела», написанная между 1581 и 1642. Согласно одному из толкователей Талмуда, Авраам и Сара родились тумтумами

Тумтум (ивр. טומטום‎, что означает «скрытый») — это термин, который встречается в раввинистической литературе и обычно относится к человеку, чей пол неизвестен, потому что его гениталии «скрыты». Хотя андрогиноса (ивр. אנדרוגינוס‎) и тумтума часто группируют вместе, у тумтума есть некоторые галахические отличия от андрогиноса, у которого есть и мужские, и женские гениталии.
Не ясно, какова фактическая анатомия тумтума однако, по-видимому, согласно средневековому комментатору Талмуда Раши, у тумтума могли быть яички, но не может быть пениса.
Мишна говорит, что и тумтум и андрогинос имеют как мужские, так и женские хумры, что означает, что там, где закон более строг по отношению к мужчинам, чем к женщинам, они рассматриваются как мужчины, но там, где закон более строг по отношению к женщинам, они рассматриваются как женщины.
Тумтум определяется не как отдельный пол, а, скорее, как состояние неопределенности. Тумтум должен быть либо мужчиной, либо женщиной, но поскольку неизвестно, кто это на самом деле, то к нему применяются самые строгие гендерные обязательства или запреты.
Натан бен Иехиэль Римский говорит в своей книге «Арух», что слово тумтум пришло от слова атум, что означает скрытый.